# Georg Böhm
Georg Böhm (Hohenkirchen, 1661. szeptember 2. – Lüneburg, 1733. május 18.) német zeneszerző és orgonista. Elsősorban orgona- és csembalóműveiről ismert, de kórusművei is jelentősek.
Böhm apja iskolamester és orgonista volt; őtőle kapta zenei alapképzését. Apja 1675-ös halála után Böhm Goldbachban és Gothában járt iskolába. 1684-ben végezte el a gimnáziumot, és még abban az évben beiratkozott a jénai egyetemre.
1698-tól haláláig a lüneburgi Johanniskirche orgonistája volt.
Carl Philipp Emanuel Bach egy levelében említi, hogy apja fiatalkorában csodálója volt Böhmnek. Egy 2004-ben előkerült, 1700-ból származó Bach-kézirat szerint Johann Sebastian Bach tanítványa volt Böhmnek.